# Darko Darovec
Darko Darovec, slovenski zgodovinar, * 14. december 1961, Koper.

## Življenje in delo
Po končani Pedagoški gimnaziji v Kopru (1983) se je vpisal na ljubljansko Filozofsko fakulteto in 1987 diplomiral iz  zgodovine in sociologija kulture. Po diplomi se je redno zaposlil kot pripravnik za kustosa v Pokrajinskem muzeju v Kopru ter v naslednjem letu opravil potrebni strokovni izpit za arhivista ter vpisal podiplomski študij na Filozofski fakulteti v Ljubljani - Oddelek za zgodovino. Aprila 1994 je uspešno zagovoril magistrsko nalogo z naslovom "Notarji in vicedomini v Kopru, Izoli in Piranu v obdobju Beneške republike" in prejel naziv magister arhivistike, decembra 1998 pa uspešno zagovarjal doktorat z naslovom Gospodarstvo severozahodne Istre v obdobju zatona Beneške republike (16.-18. stoletje) v luči delovanja zastavljalnic »Monte di Pieta« v Kopru in Piranu. Leta 1996 se je zaposlil v Znanstveno-raziskovalnem središču Republike Slovenije v Kopru, od leta 2000 do 2012 pa je bil direktor središča. Strokovno se je izpopolnjeval na univerzah v Bologni (1993) Pragi (1997-1999) in v Benetkah. Leta 2009 je bil izvoljen za rednega profesorja na Univerzi na Primorskem, 2015 pa tudi na Univerzi v Mariboru. V znanstveno raziskovalnem delu se je posvetil zgodovini Istre in Sredozemlja, zgodovini ustanov, uprave, pravosodja, gospodarski in kulturni zgodovini, historični demografiji, migracijam, materialni in duhovni kulturi od konca srednjega veka do 19. stoletja. Sam ali v soavtorstvu je objavil je več monografij, znanstvenih in stokovnih člankov ter učbenikov. Leta 1991 je postal urednik revije Annales in 1993 urednik revije Acta Histriae, indeksirani mdr. v AHCI oz. SSCI in v Scopus 

## Dela
- Pregled zgodovine Istre. Koper, 1992. (COBISS)
- Darovec, Darko (1993). Rassegna di storia istriana. Capodistria : Società storica del Litorale : Primorske novice : Lipa. COBISS 37079808. ISBN 961-6033-02-6.
- Darovec, Darko (1994). Notarjeva javna vera : notarji in vicedomini v Kopru, Izoli in Piranu v obdobju Beneške republike. Koper : Zgodovinsko društvo za južno Primorsko. COBISS 45506560. ISBN 961-6033-04-2.
- Darovec, Darko (1996). Kostel Petrapilosa. Pazin : "Josip Turčinović" ; Buzet : Odbor za revitalizaciju povijesnih jezgri i očuvanje spomenika kulture na području grada. COBISS 63287040. ISBN 953-6262-09-6.
- Darovec, Darko (1997). Pregled istarske povijesti (2 izd.). Pula : C.A.S.H. COBISS 58323. ISBN 953-6250-06-3.
- Darovec, Darko (1998). A Brief History of Istra. Yanchep : ALA Publications : [University of Western Australia, Department of Classics and Ancient History]. COBISS 117715. ISBN 0-9585774-0-4.
- Darovec, Darko (2004). Davki nam pijejo kri : gospodarstvo severozahodne Istre v novem veku v luči beneške davčne politike. Koper : Univerza na Primorskem, Znanstveno-raziskovalno središče : Zgodovinsko društvo za južno Primorsko. COBISS 128152320. ISBN 961-6033-45-X.
- Darovec, Darko (2007). Petrapilosa : grad, rodbina, fevd in markizat. Koper : Univerza na Primorskem, Znanstveno-raziskovalno središče, Založba Annales : Zgodovinsko društvo za južno Primorsko. COBISS 234107904. ISBN 978-961-6033-98-5.
- Darovec, Darko (2009). Kratka zgodovina Istre. Koper : Univerza na Primorskem, Znanstveno-raziskovalno središče, Založba Annales. COBISS 246275072. ISBN 978-961-6328-75-3.
- Darovec, Darko (2010). Breve storia dell'Istria. Udine : Forum. COBISS 1893587. ISBN 978-88-8420-618-3.